# Gasterntal

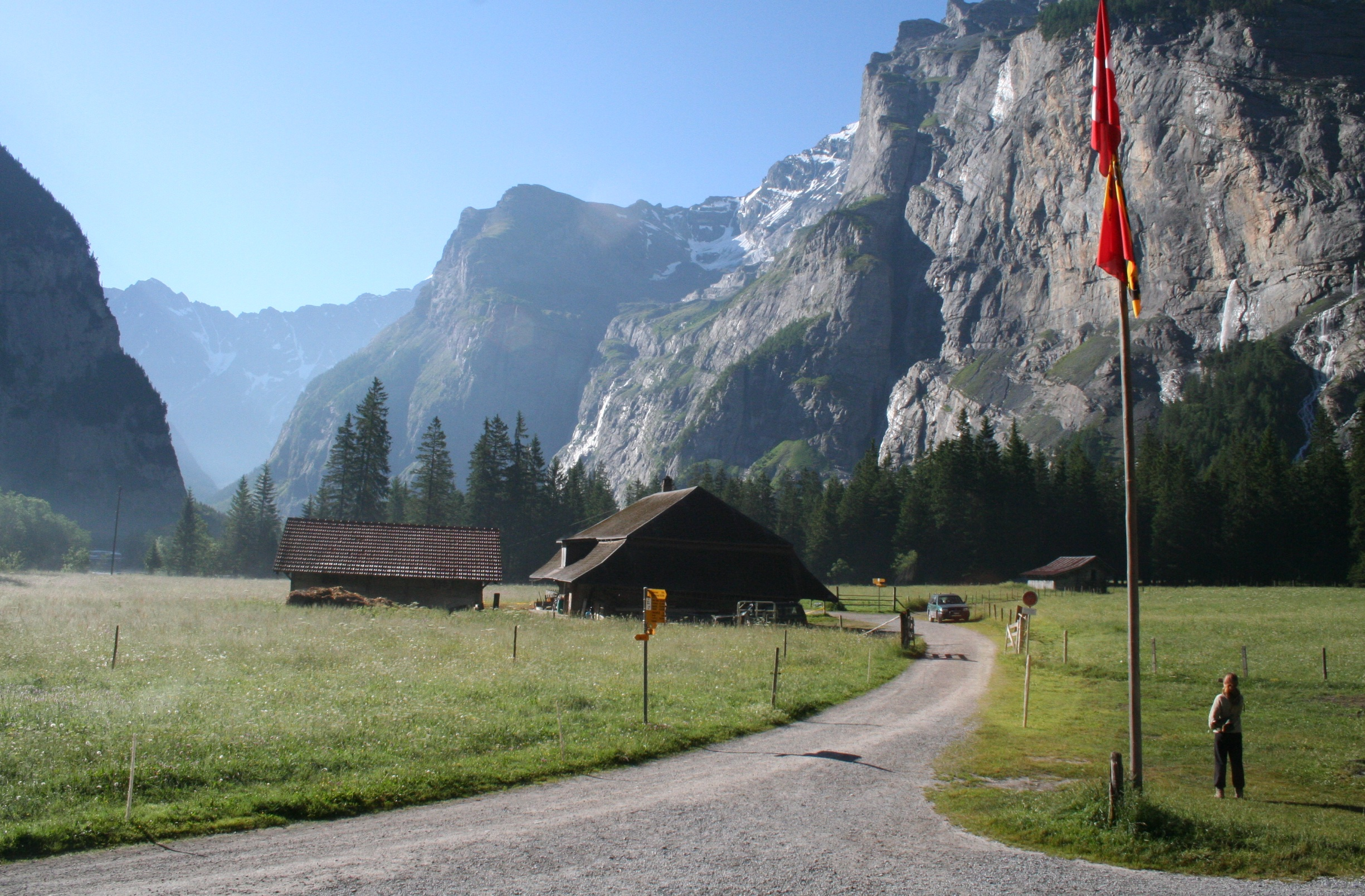
Gasterntal, Blick taleinwärts vom Hotel Waldhaus

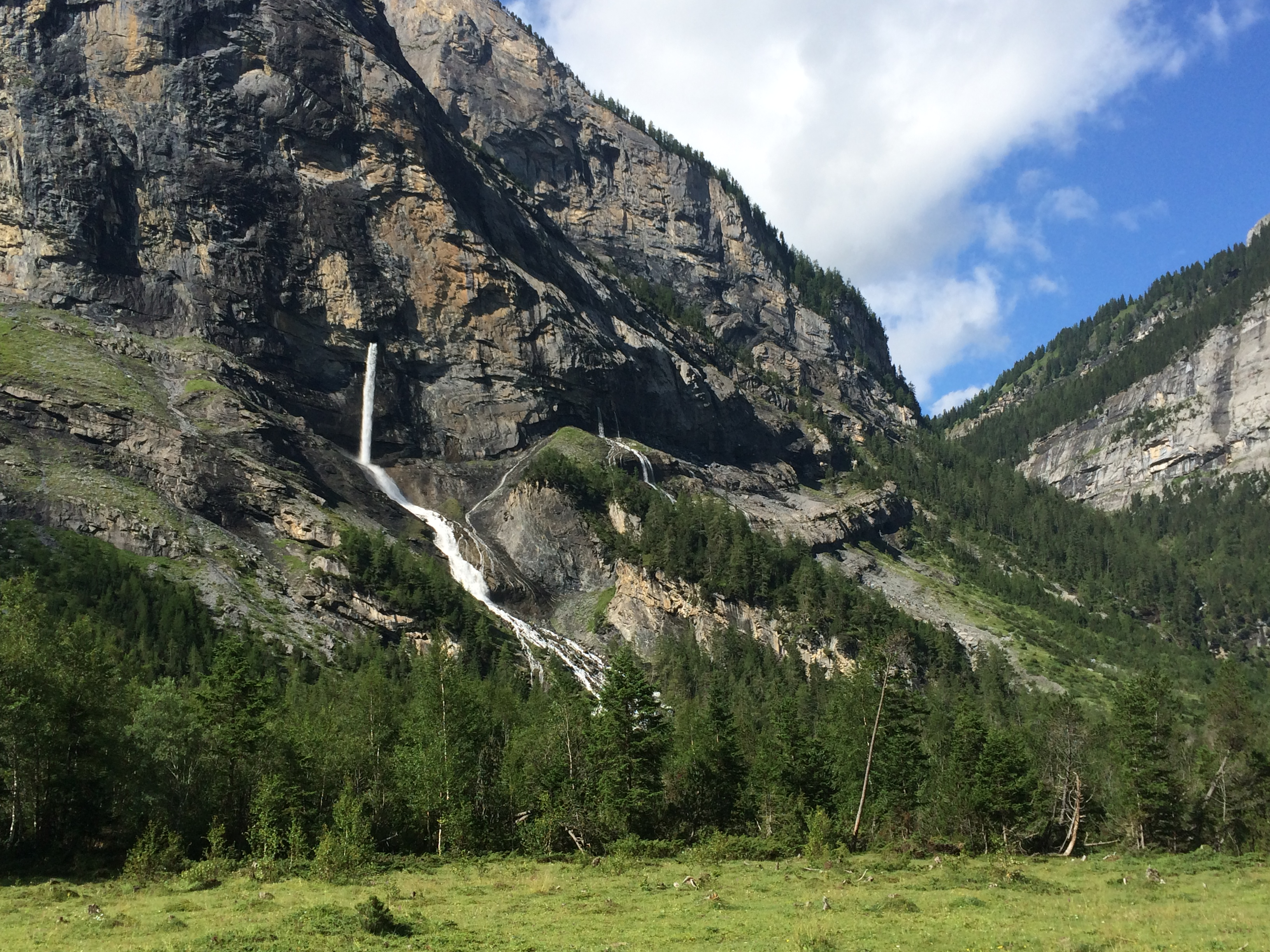
Geltenbachfall

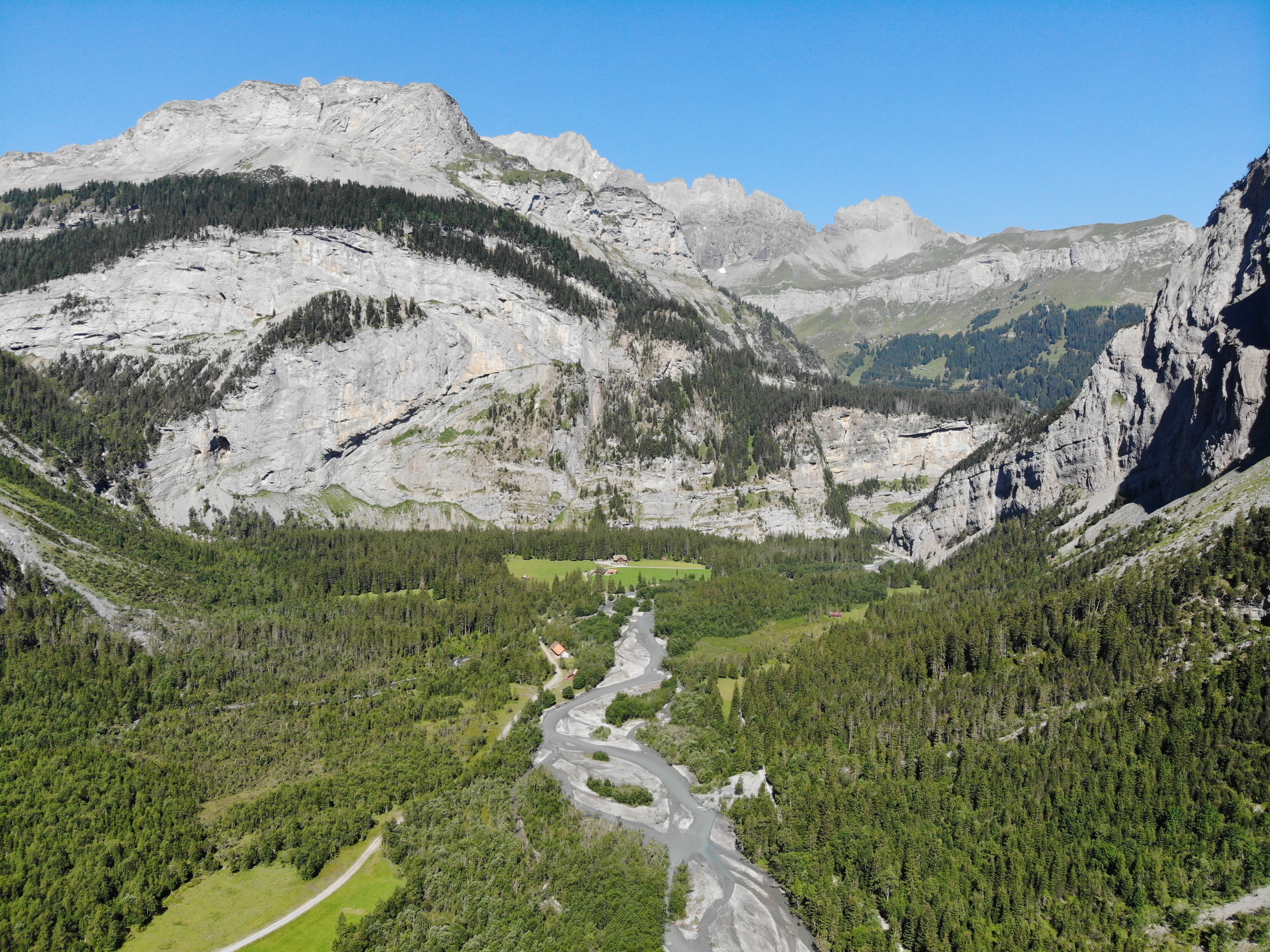
Gasternholz

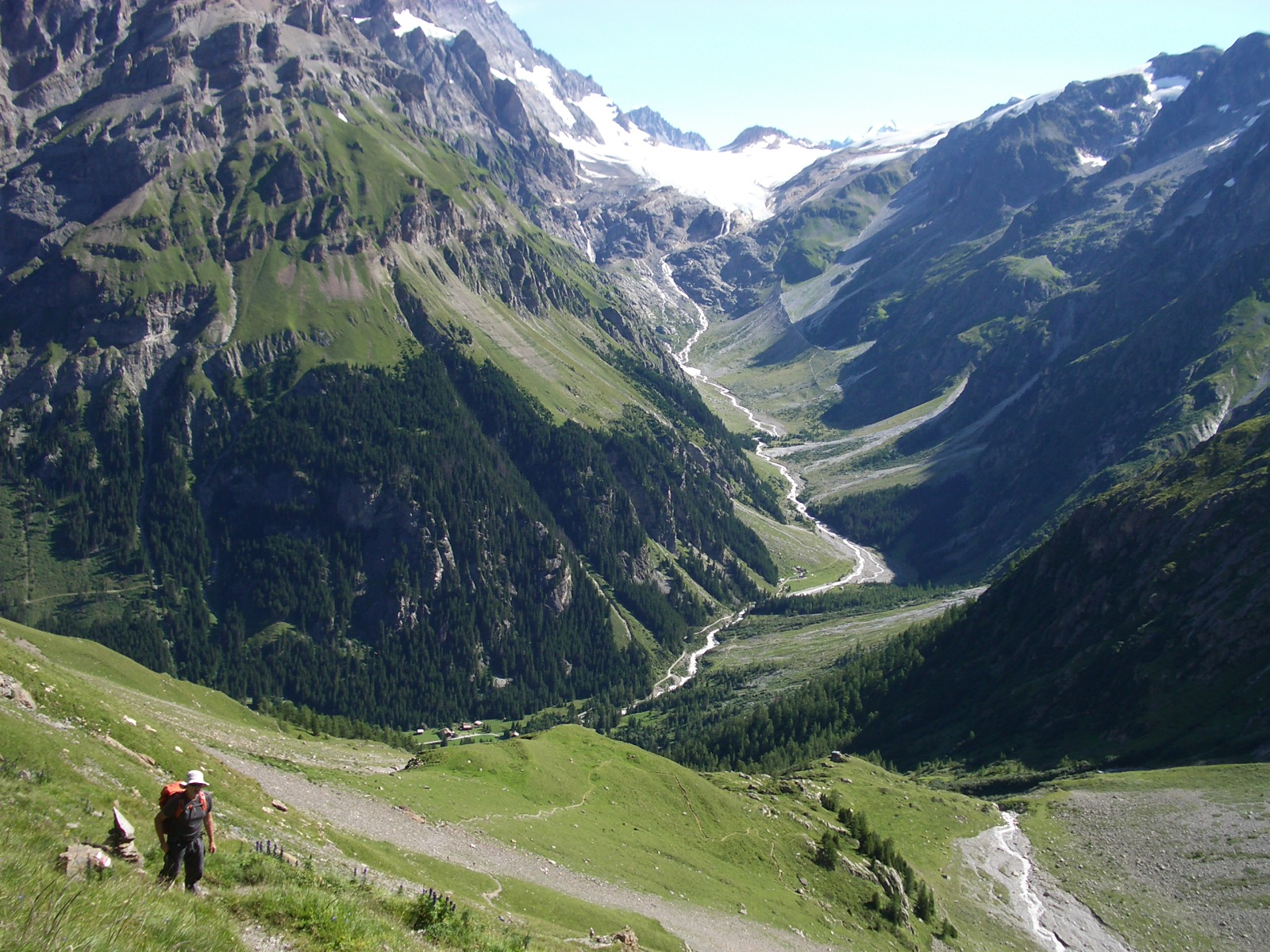
Talschluss mit Kanderfirn und junger Kander

Das Gasterntal, auch Gasterental oder (laut Schweizerischer Landeskarte) Gasteretal, ist ein Tal bei Kandersteg im Berner Oberland in der Schweiz. Es wird von der Kander durchflossen. Der hintere Talkessel liegt etwa 1600 m, der Talausgang etwa 1350 m hoch. Das Tal ist nur während der Sommermonate bewohnt.
Gasteren bedeutet im Kandersteger Dialekt gleich viel wie «übernachten». Früher war Selden, der hintere Teil des Tales, ganzjährig bewohnt; zwei Gasthäuser boten den Reisenden über den Lötschenpass Unterkunft und Verpflegung.

## Geographie
Das relativ unberührte, von hohen Felswänden begrenzte Tal ist ca. 10 km lang und liegt im Südosten der Gemeinde Kandersteg. Wenn man aus dem Talkessel aufsteigt, gelangt man zum Kanderfirn, wo der Fluss auf etwa 2100 m Höhe entspringt. Im Norden wird das Tal von Doldenhorn, Fründenhorn, Oeschinenhorn und Blüemlisalp, im Süden von Altels, Balmhorn, Lötschenpass, Hockenhorn, Sackhorn und Birghorn begrenzt.
Seine Schönheit rührt einerseits von der abgeschiedenen Lage und der ungezähmt mäandrierenden Kander her, andererseits von der insbesondere im Bergfrühling  auftretenden Blütenfülle mit Exemplaren von teils seltenen Arten. Das Gasterntal bietet Wander- und Bergsteigemöglichkeiten sowie Unterkunft und Verpflegung in mehreren Gasthöfen.
An der Südwand des Gasterntales tritt bei warmer Witterung der Geltenbach mitten aus einer rund 300 Meter hohen Felswand. Die Gesamtlänge der Geltenbachhöhle beträgt rund 1350 Meter.

## Geschichte
Der Weg vom Lötschental ins Gasterntal war schon früh begangen: 1352 wurde auf dem Lötschenpass ein Holzkreuz erwähnt. 1367 verbündeten sich die Bewohner des Gasterntals mit den Lötschentalern und den Leuten der Pfarrei Leuk. Zwischen 1384 und 1419 wurden auf dem Lötschenpass aus politischen und wirtschaftlichen Gründen mehrmals blutige Kämpfe zwischen Wallisern und Bernern ausgetragen.
1696 wurde mit dem Ausbau des alten Römerweges vom Gasterntal über den Lötschenpass begonnen; die Leitung hatten Abraham von Graffenried und Ulrich Thormann, damals Landvogt von Aigle VD. Die Walliser bauten den Weg auf der Südseite jedoch nicht weiter und das Vorhaben scheiterte.
Weil 1739 der einfach begehbare Weg über den Gemmipass eröffnet worden war, ging die Bevölkerungszahl im Gasterntal zurück. 1785 lebten noch 50 Menschen im Tal. Im gleichen Jahr wurde im Oktober der letzte Bär erlegt. 1924/1925 wurde die Fahrstrasse durch die Klus als Arbeitslosenprogramm gebaut.
Unter dem Talboden verlaufen der Lötschbergtunnel und der Lötschberg-Basistunnel. 1908 kamen beim Bau des Lötschbergtunnels 26 Arbeiter ums Leben, als nach einer Sprengung die Kander in die frisch gefräste Röhre einbrach. Die Trassenführung musste daraufhin geändert werden.

Talquerschnitt am Einbruch
Geologische Karte am Einbruch

Am unteren Taleingang liegt die Führungsanlage K20, ein 1999 fertiggestellter Regierungsbunker.

## Erreichbarkeit

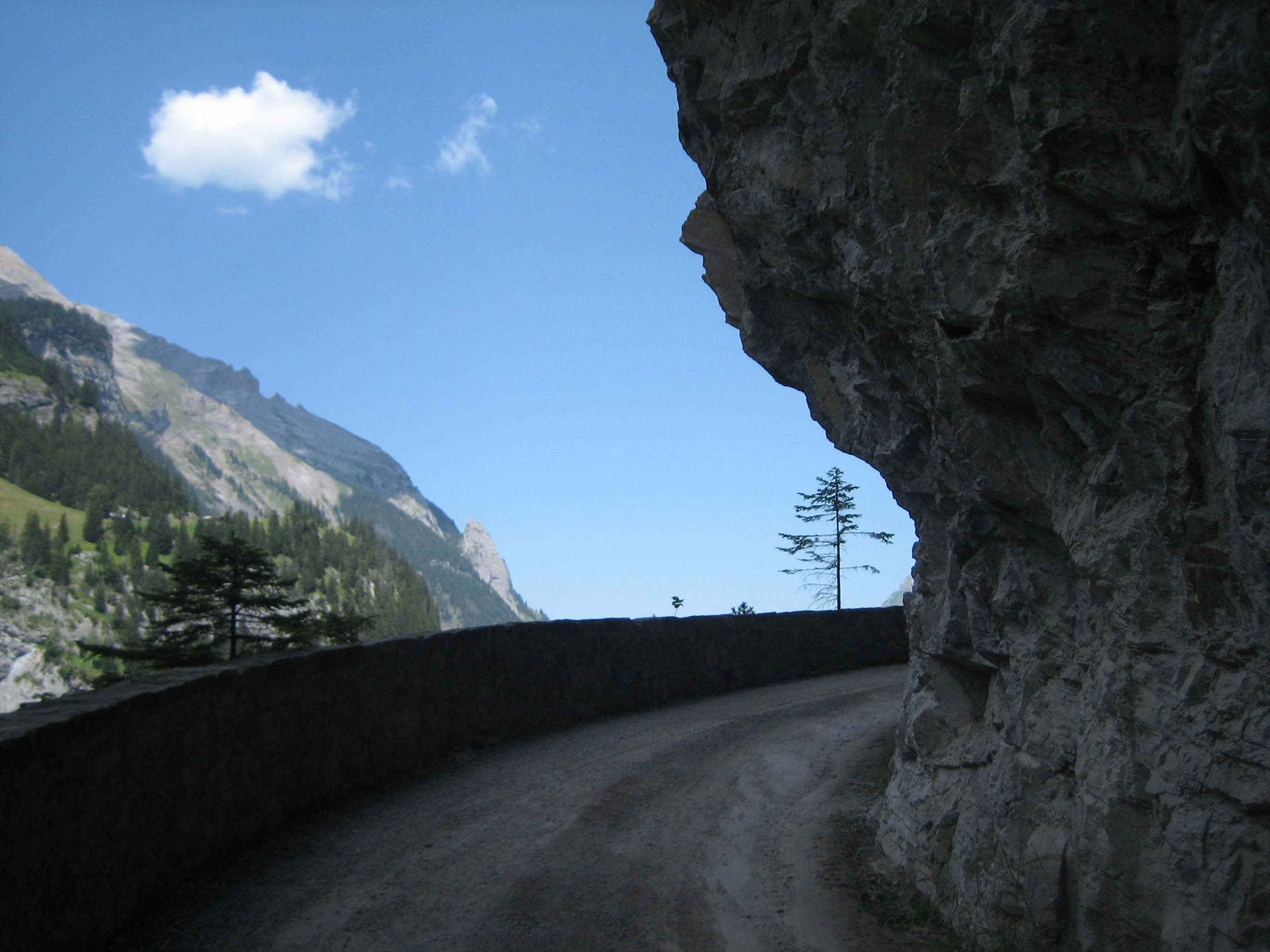
Zufahrtsstrasse, erbaut 1924/25

Das Gasterntal ist zu Fuss, per Fahrrad, mit einem privaten Autobusdienst oder mit dem Auto erreichbar. Die Zufahrt erfolgt über eine schmale, gebührenpflichtige Bergstrasse. Die Fahrt ist jeweils nur während zwanzig Minuten pro Stunde je Richtung erlaubt. Für den Autobusdienst ist eine Reservation notwendig. Zuhinterst im Tal liegen der Weiler Selden (1537 m) und die Alp Heimritz (1635 m). Von Süden her erreicht man das Gasterntal zu Fuss über den Gemmipass oder den Lötschenpass.

## Naturschutzgebiet
Der tiefer liegende Teil des Gasterntales, das Gastereholz, sowie das Gebiet um den Weiler Selden im hinteren Teil das Tales sind seit Februar 2012 als «Auengebiet von nationaler Bedeutung» eingestuft und stehen unter Naturschutz.
Das Gastereholz ist eine der letzten grösseren intakten Auen, in denen die Kander natürlich über weite Kiesbänke fliesst, ihren Lauf je nach Wasserstand immer wieder ändert und das Flussbett formt. Weite Grauerlen- und Weidenwälder, Lawinenzüge, Schuttkegel und einmündende Seitenbäche bieten Lebensraum für seltene Tiere wie beispielsweise die Aspisviper, Waldschnepfe und Türks Dornschrecken. Zudem gedeihen hier unter anderem Frauenschuh, Türkenbund und Tamarisken.
Vom Naturschutzgebiet ausgenommen ist das Landwirtschaftsgebiet rund um das «Hotel Waldhaus».

## Hotel Waldhaus

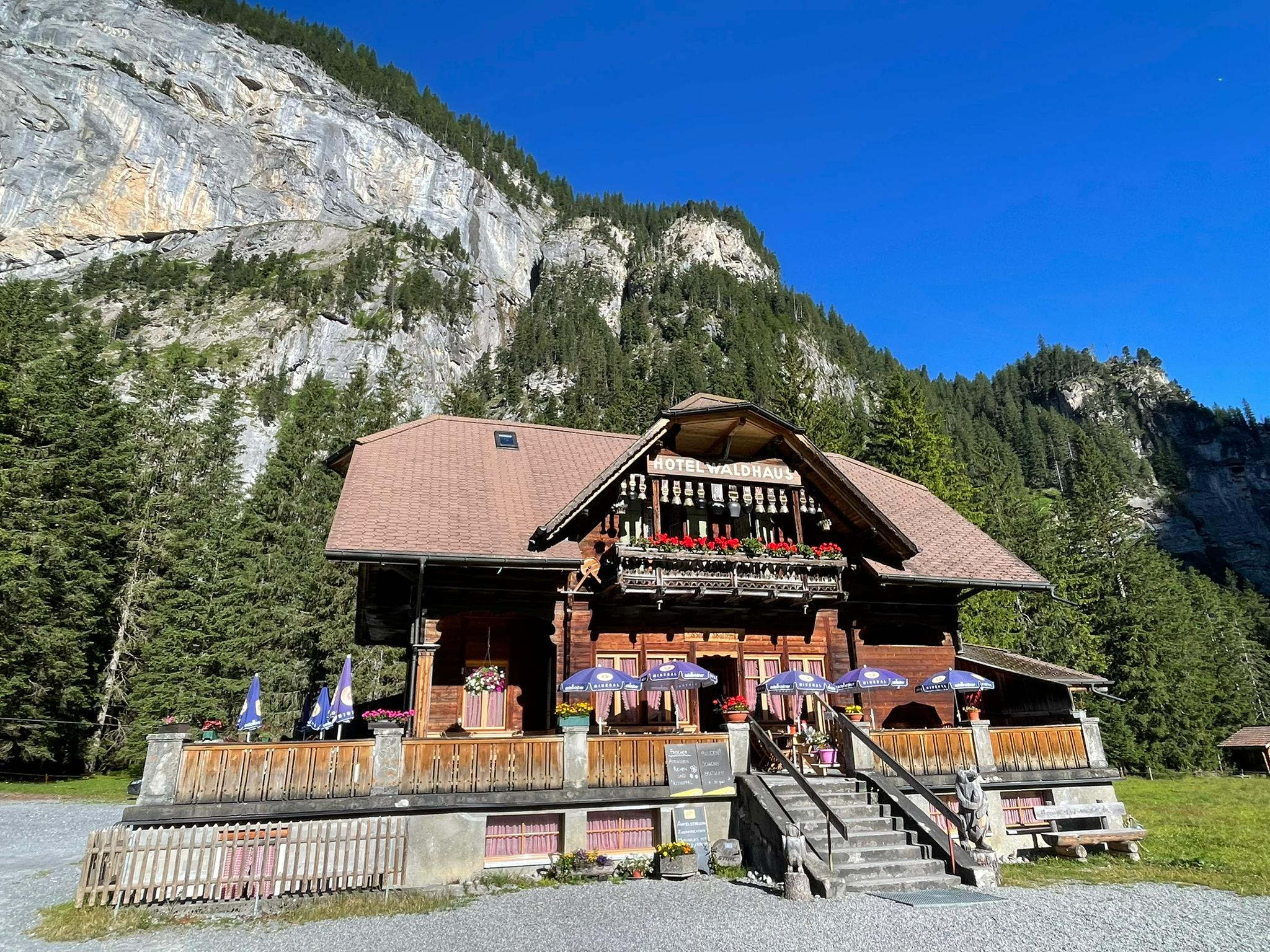
Gasthof Waldhaus

Zuunterst im Tal steht das Hotel Waldhaus, eines der wenigen Hotels in der Schweiz, die Zimmer ohne Elektrizität und fliessendes Wasser anbieten. Die Geschichte des Hauses geht auf den Beginn des 20. Jahrhunderts zurück, als der Frutiger Gemeinderat Peter Klopfenstein beim Berner Büro Steiner & Schneider Pläne zur Errichtung einer Pension im Gasterntal in Auftrag gab. Der Plan wurde nicht realisiert; ein Grund dafür mag unter anderem gewesen sein, dass das Tal damals nur über einen schmalen Pfad erreichbar war.
1910 unternahm der Grossrat G. Tönen aus Frutigen einen erneuten Anlauf. Verwirklicht wurde ein wesentlich kleineres Gebäude, als die Pläne des Büros Friedrich Steiner in Bern zeigen. Der Grund dafür ist nicht bekannt; vielleicht waren die zu hohen Kosten dafür verantwortlich. 1936 erwarben die sieben Geschwister Ryter aus Kandergrund von Walter Thönen im Gasterntal 1000 Juchart Land, darunter auch das Waldhaus. Heute ist es im Besitz der Familie Aellig-Ryter.

## Selden und Heimritz
Selden heisst der Weiler im hintersten Teil des Gasterntales. Früher war er ganzjährig bewohnt, heute ist er es nur noch im Sommer. Zwei Gasthäuser bieten Verpflegungs- und Übernachtungsmöglichkeiten. Selden ist die Endstation des privat geführten Busbetriebs Kandersteg-Gasterntal-Selden, die in einem Kleinbus Gäste vom Bahnhof Kandersteg ins Gasterntal und wieder zurück bringt.
Die Hängebrücke, die bei Selden über die Kander führt, wurde nach dem Unwetter vom Oktober 2011 erbaut. Sie wurde 2013 eröffnet. Knapp eine halbe Stunde zu Fuss von Selden entfernt steht das Gasthaus «Heimritz».

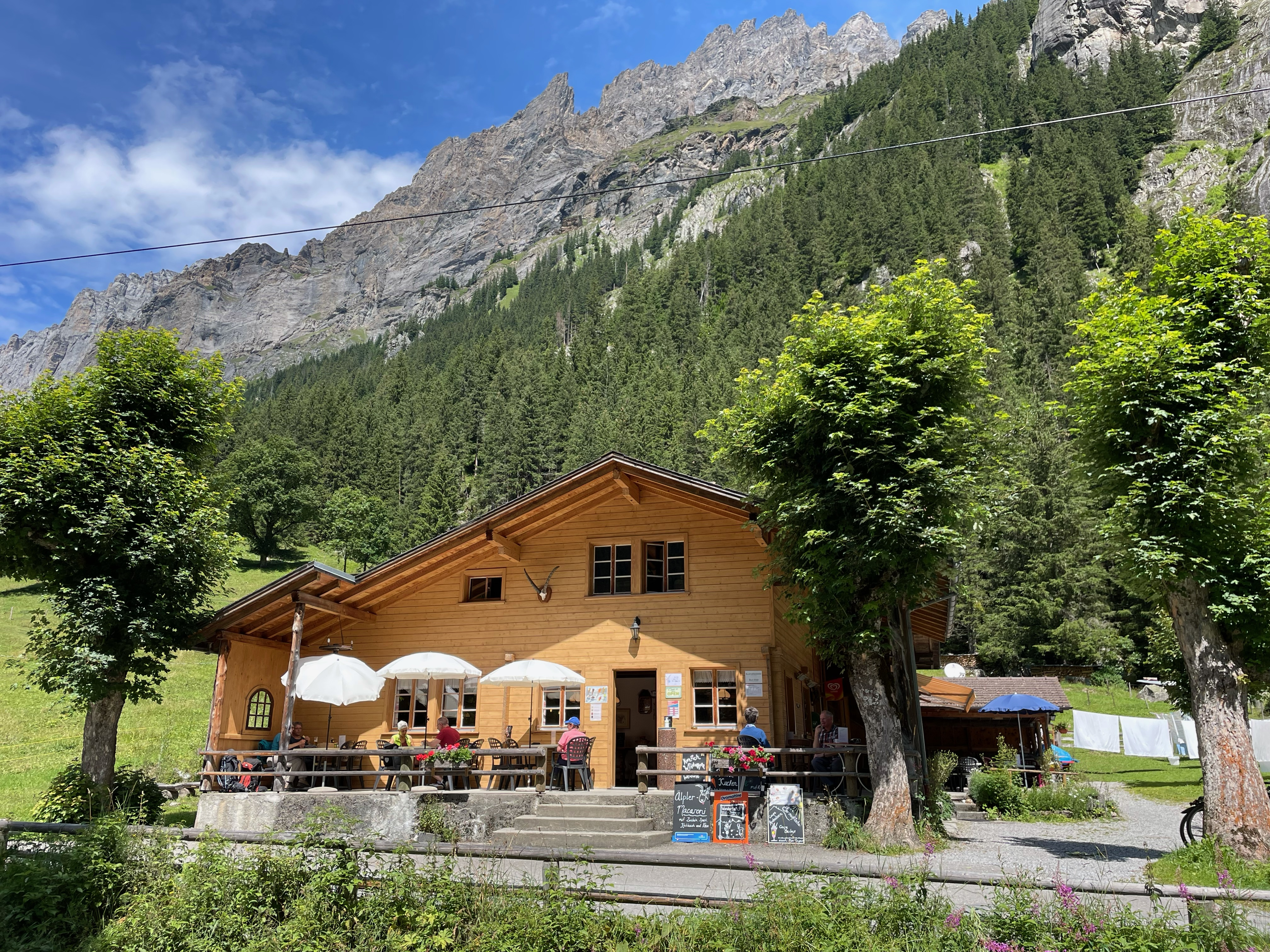
Gasthaus Steinbock
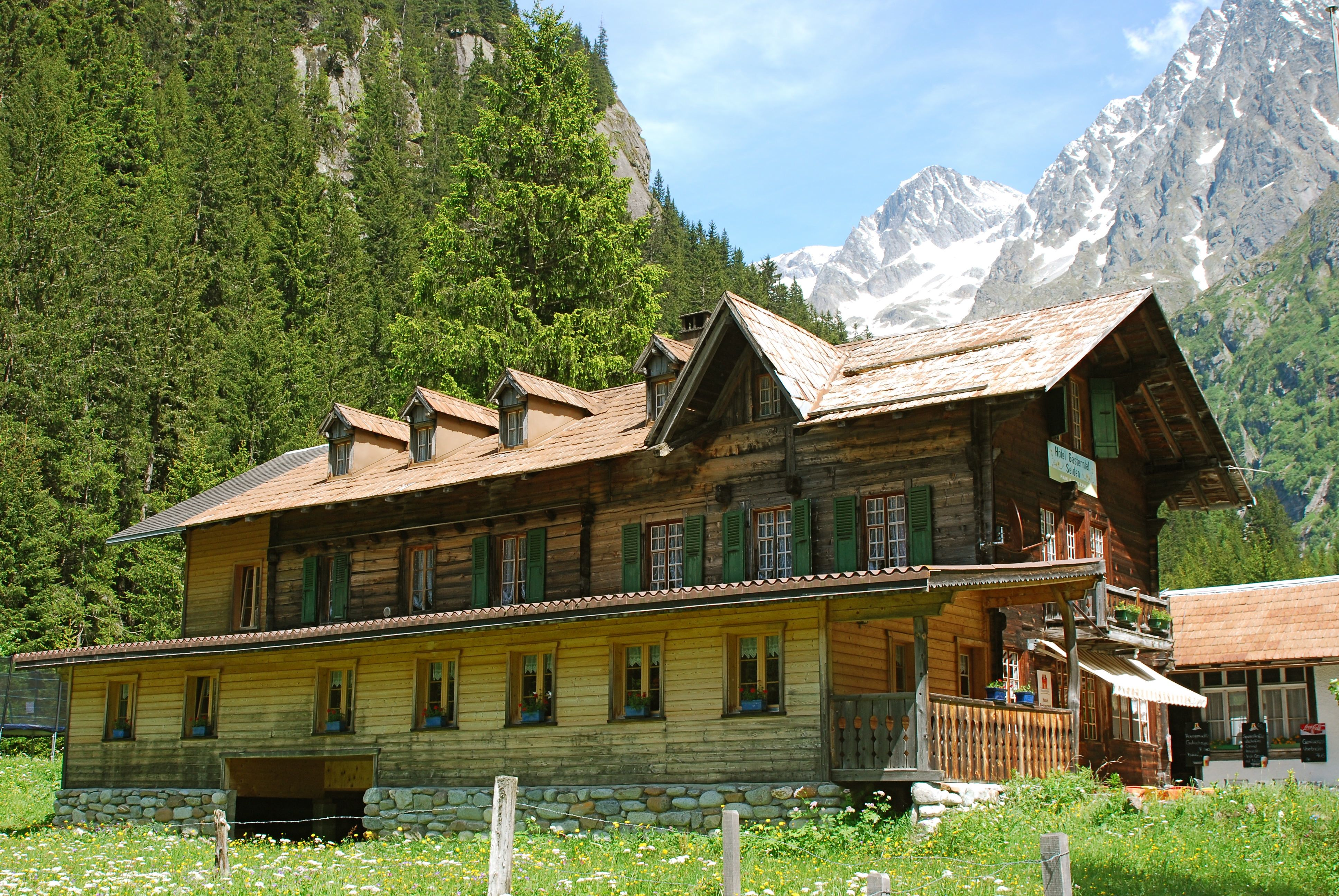
Gasthaus Gasterntal
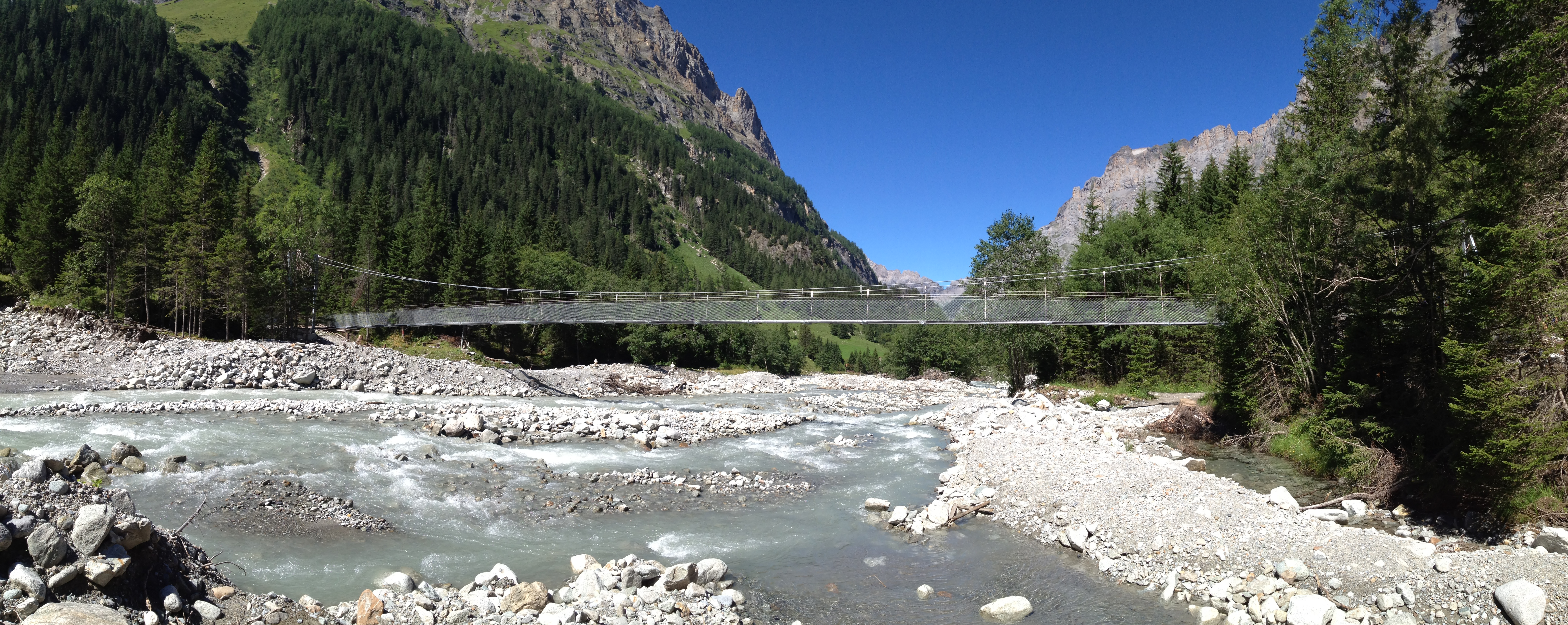
Hängebrücke über die Kander
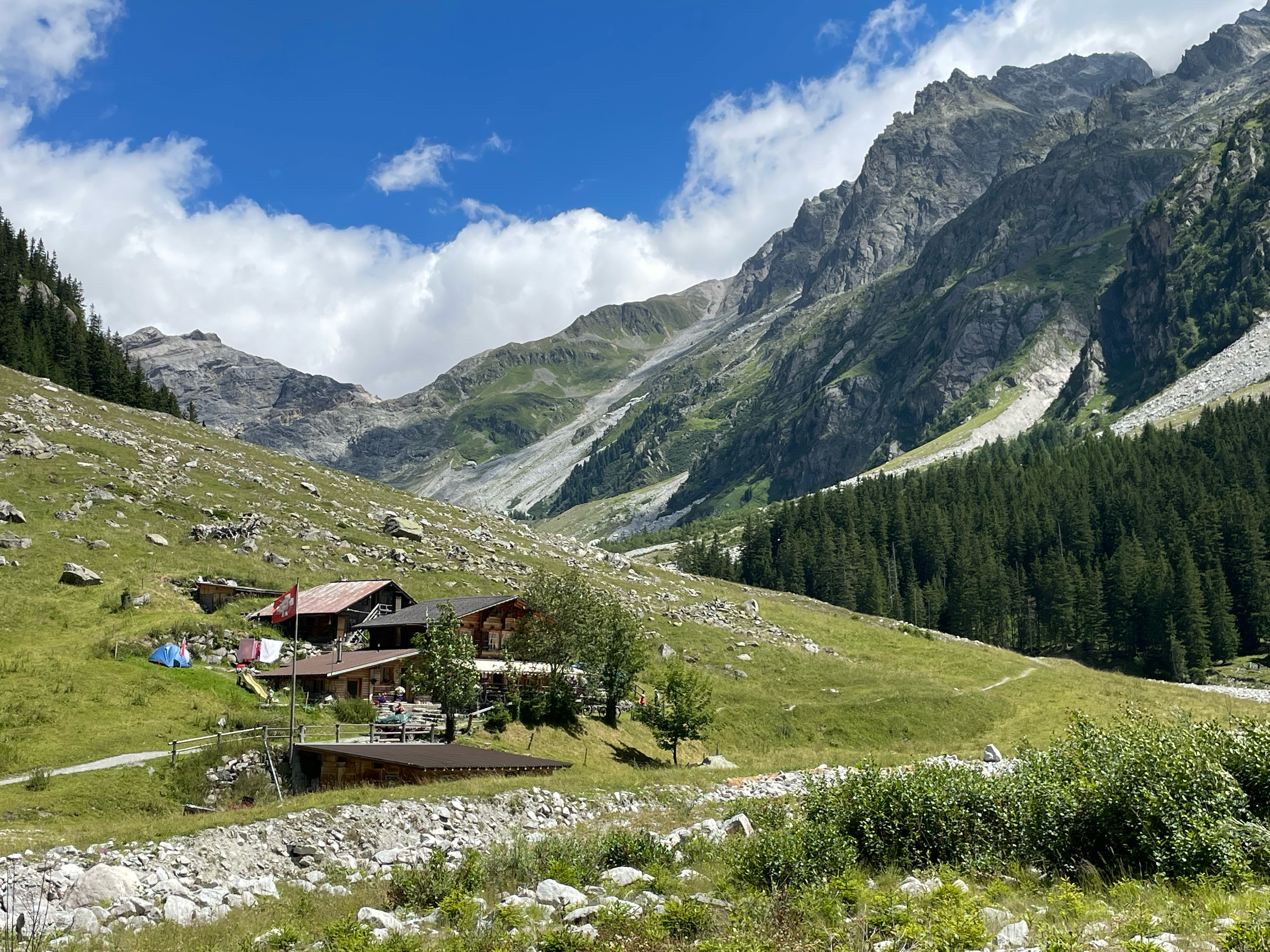
Gasthaus Heimritz

## Kander-Brücken

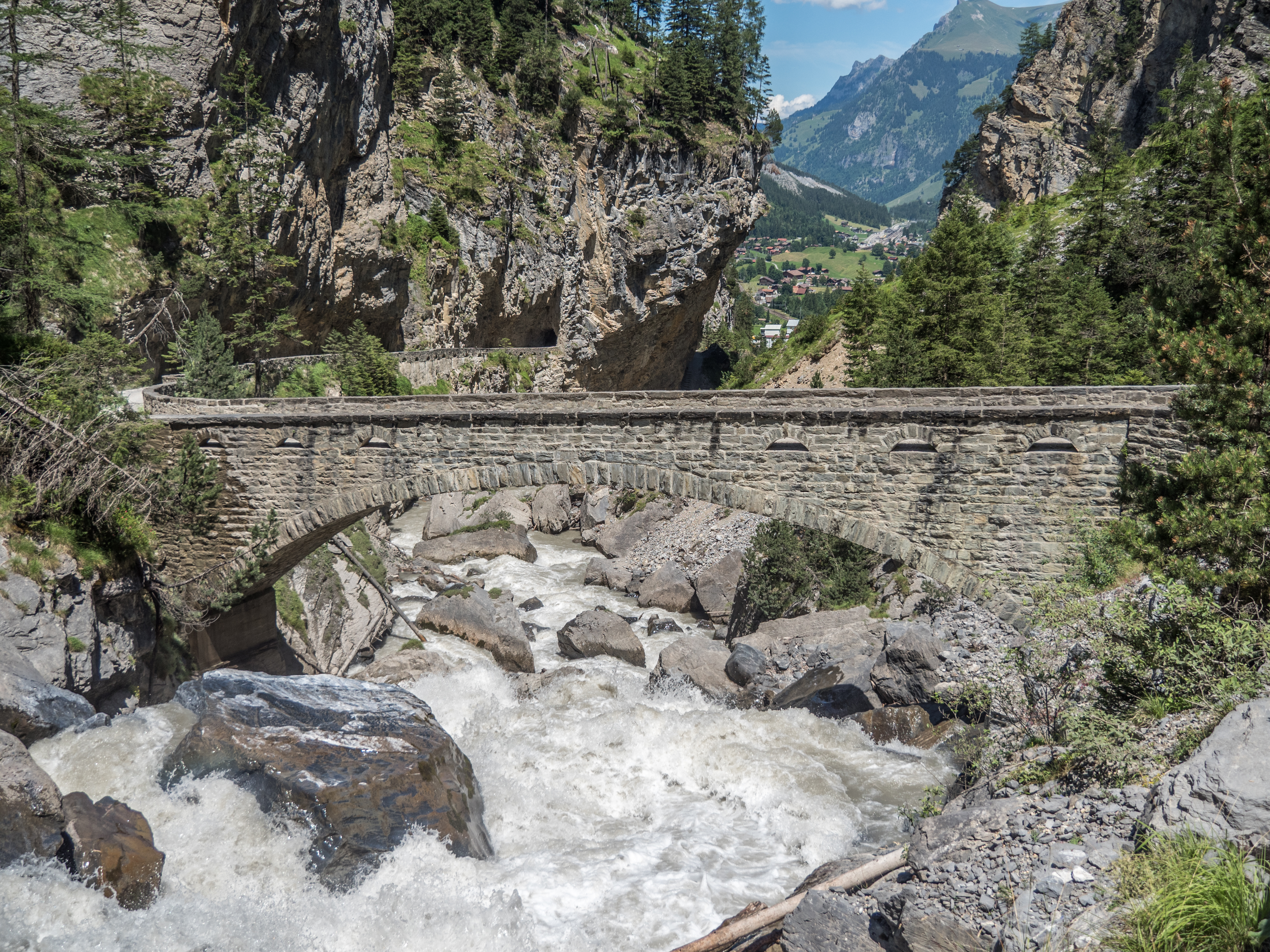
Chlusenbrücke von 1925

13 Brücken und Stege überspannen die Kander im Gasterntal.

## Unwetter Oktober 2011

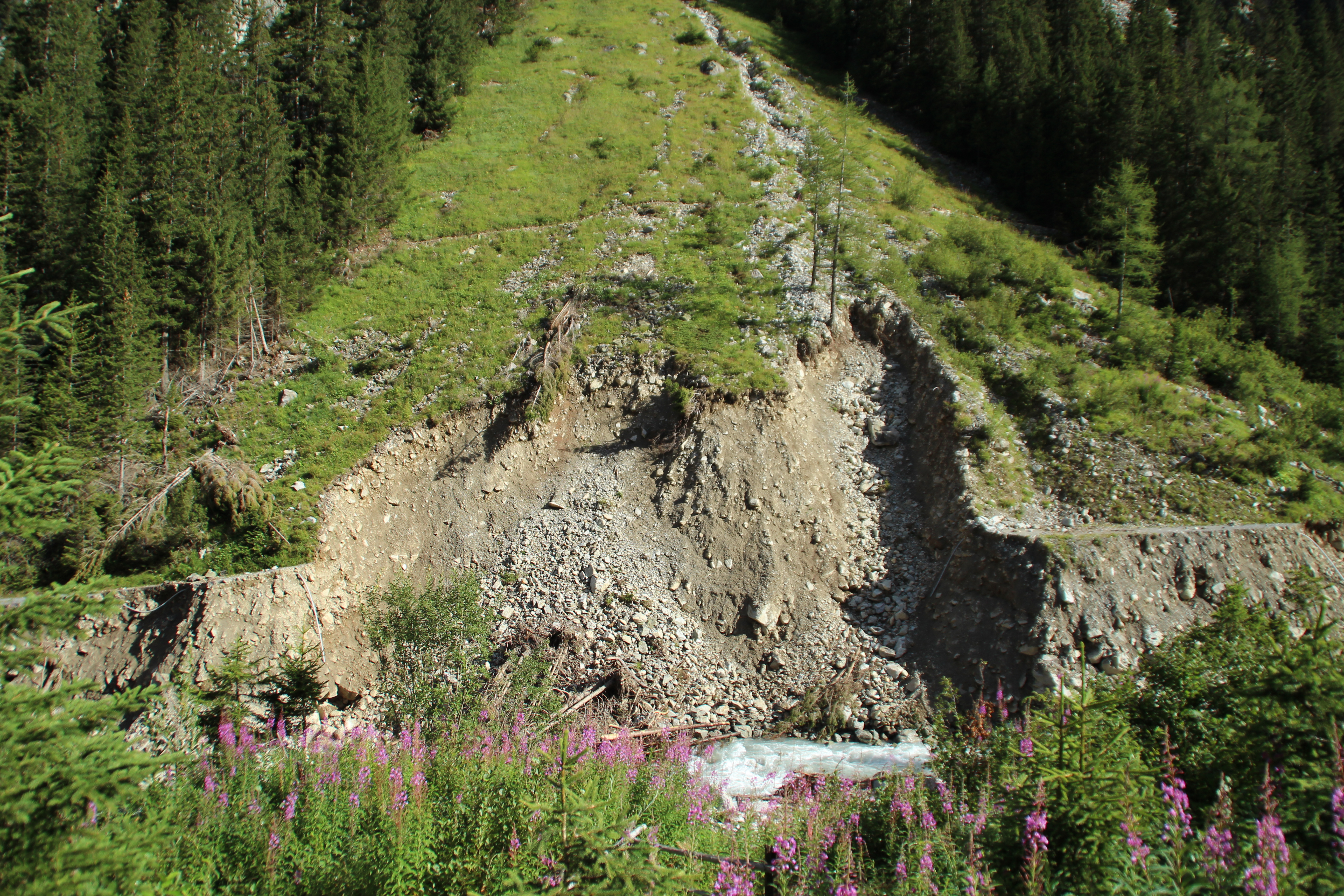
Abgerutschter Wanderweg bei Heimritz

Am 10. Oktober 2011 ging zwischen 10 und 11 Uhr bei der Alp Heimritz im hintersten Teil des Gasterntales ein gewaltiger Murgang nieder. Ausgelöst wurde er durch lange andauernde starke Regenfälle und gleichzeitig einsetzende Schneeschmelze. Vom Hockenhorn herunter schob sich über einen Höhenunterschied von 1300 Metern eine grosse Masse aus Schlamm, Geröll und Wasser auf die Alp Heimritz zu. Die Kander wurde rund 30 Meter nach Norden gegen die Gebäude hin verschoben, ihr alter Lauf wurde zugeschüttet. Wiesen und Alpen verschwanden innert kurzer Zeit unter einer mehrere Meter starken Schicht aus Geröll und Steinen, ein Teil des Waldes wurde niedergewalzt. Die Schuttmasse wurde von Geologen auf 250'000 m3 geschätzt.
Die Verbindungsstrasse von Selden zur Alp Heimritz auf der linken Talseite und ein Stall wurden zerstört, der Wanderweg auf der rechten Talseite rutschte ab. Mittlerweile wurde die Brücke oberhalb Selden neu gebaut und auf der Südseite eine neue Zufahrtsstrasse zur Alp Heimritz erstellt.

## Gasternbibel

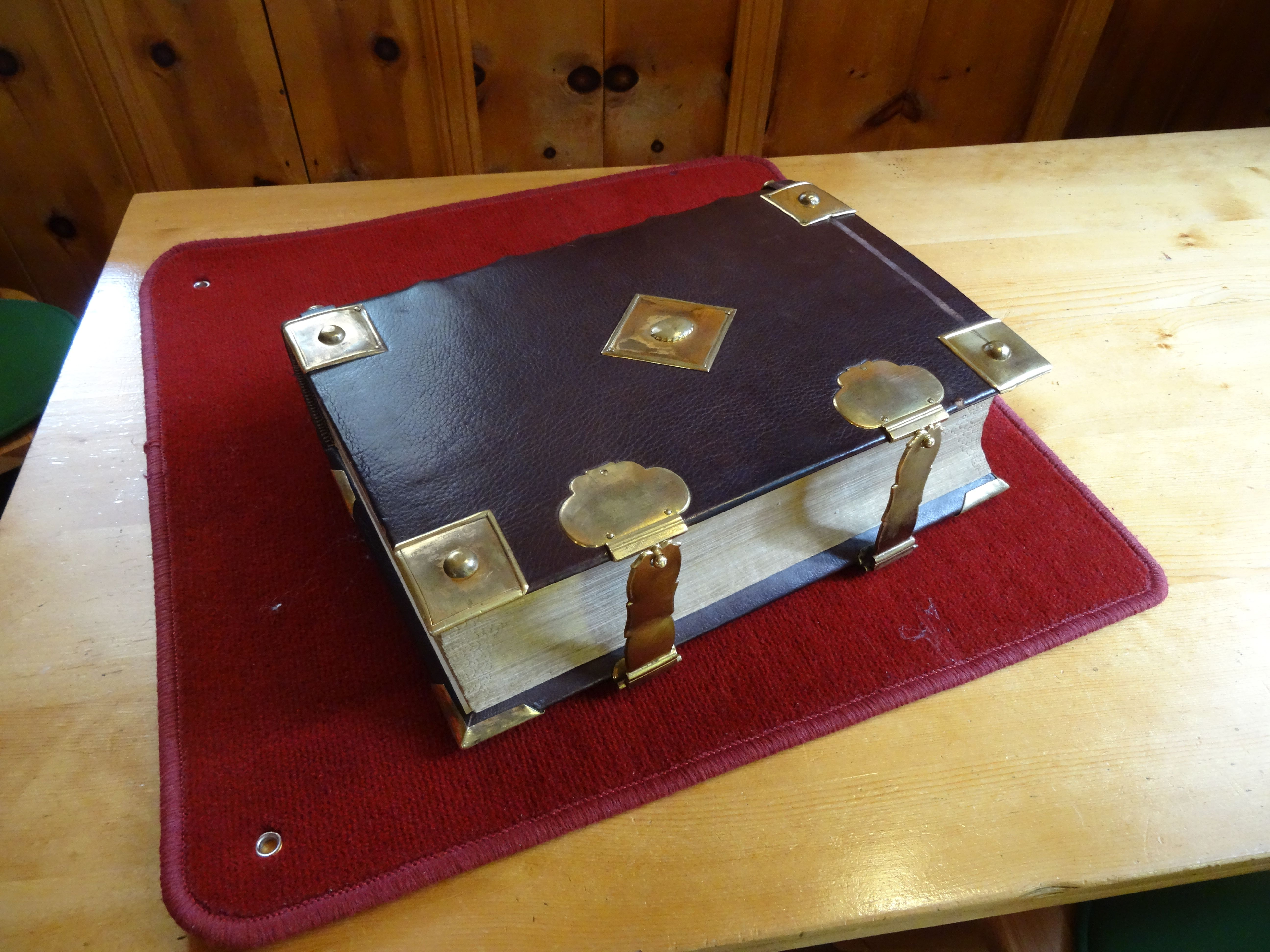
Gasternbibel

Seit rund 300 Jahren findet bei Selden jeweils am ersten Augustsonntag die Gasternpredigt statt. Sie geht auf einen Pfarrer von Frutigen zurück, der damals zwei Mal jährlich unter anderem auch ins Gasterntal stieg und dort für die ansässigen Familien einen Gottesdienst abhielt. Dabei wird aus der Gasternbibel gelesen, die jeweils vom ältesten Bewohner des Tales aufbewahrt wird.
1696, als  mit dem Bau des neuen Weges vom Gasterntal über den Lötschenpass begonnen wurde, gab es im Gasterntal noch keine eigene Bibel. Als Dank für die Gastfreundschaft der Einheimischen gegenüber den Soldaten, die den neuen Weg bauten, erhielten sie eine Bibel. Es handelt sich um ein Exemplar der ersten Auflage der von 1684 von der Oberkeitlichen Truckerey durch Andreas Hügenet herausgegebenen Berner Bibelausgabe in der Übersetzung des süddeutschen Theologen Johannes Piscator. Die Aufsicht über den Druck lag bei Gabriel Thormann, einem Cousin des mit dem Ausbau des Weges über den Lötschenpass beauftragten Ulrich Thormann. Gabriel Thormann schrieb eine Widmung. Zuunterst hielt er fest: «Es soll dise Bibel allzeit verbleiben in Handen dess Eltesten Hausvatters oder Hausmutter derjenigen so dass gantze Jahrauss in Gastern wohnen».
Als 1785 die Berner Magistraten Victor von Wattenwyl, Beat Tscharner und Johann Rudolf Bucher wegen Holzlieferungen ins Gasterntal stiegen, fanden sie die Bibel in einem schlechten Zustand vor. Sie nahmen sie nach Bern mit, wo sie repariert und mit einem starken beschlagenen Deckel versehen wurde.